# 假物種
假物種（英語：Pseudospecies）指的是指內團體的成員錯誤地將外團體的成員視為不同的生物物種；此行為稱作假種化（pseudospeciation）。內團體的成員常認為這些假物種比自己低劣；在極端的情況下，假物種讓人認為其他文化的人不是人類，也就是去人性化（dehumanization）。

## 歷史
這個詞彙最先由愛利克·埃里克森在1966年提出，其專書Identity: Youth and Crisis（身份認同：青少年和危機）進一步建立此概念。2018年《身份認同》期刊（Identity）出了一期專刊討論埃里克森的理論在過去五十年來的發展。

## 心理學
有學者主張人腦天生就傾向將其他民族的人視為不同生物物種，但此說法尚未得到實證。假物種有時被理解為戰爭中的一種因應，軍人將不同民族的敵人視為不同的生物之後，因為對方不是人類，所以就可以作出殘暴的行為，包括戰俘和投降者。
有些研究認為現代科技（例如網路）創造出一個容易發生假種化的環境。

## 政治理論
塞繆爾·P·亨廷頓1993年在《外交》季刊上發表《文明衝突論》，《外交》的下一期中有文章反駁此理論，其批評之一就是為假種化。
柯文哲稱台灣人和中國大陸人是兩個不同的品種。